# Monster (Arashi)
Monster è un brano musicale del gruppo musicale giapponese Arashi, pubblicato come loro trentesimo singolo il 19 maggio 2010. Il brano è incluso nell'album Boku no Miteiru Fūkei, dodicesimo lavoro del gruppo. Il singolo ha raggiunto la prima posizione della classifica Oricon dei singoli più venduti in Giappone, vendendo 702.566. Il singolo è stato certificato doppio disco di platino. Il brano è stato utilizzato come tema musicale del dorama Kaibutsu-kun (serie televisiva) tratto da Carletto il principe dei mostri, con Satoshi Ohno che recita nel ruolo di Carletto.

## Tracce
CD JACA-5218
1. Monster
2. Spiral (スパイラル)
3. Monster (Original Karaoke)
4. Spiral (Original Karaoke)

## Classifiche
| Classifica (2010) | Posizione più alta |
| ----------------- | ------------------ |
| Giappone          | 1                  |